# جربتا
جربتا أو جرابتا هي إحدى القرى اللبنانية من قرى قضاء البترون في محافظة الشمال.